# Skärvetesjön
Skärvetesjön är en sjö i Vetlanda kommun i Småland och ingår i Emåns huvudavrinningsområde. Sjön har en area på 0,609 kvadratkilometer och ligger 135,1 meter över havet. Sjön avvattnas av vattendraget Skärveteån (Farstorpaån).

## Delavrinningsområde
Skärvetesjön ingår i det delavrinningsområde (635886-147903) som SMHI kallar för Utloppet av Skärvetesjön. Medelhöjden är 152 meter över havet och ytan är 6,76 kvadratkilometer. Räknas de 11 delavrinningsområdena uppströms in blir den ackumulerade arean 215,19 kvadratkilometer. Skärveteån (Farstorpaån) som avvattnar avrinningsområdet har biflödesordning 3, vilket innebär att vattnet flödar genom totalt 3 vattendrag innan det når havet efter 127 kilometer. Delavrinningsområdet består mestadels av skog (82 %). Avrinningsområdet har 0,66 kvadratkilometer vattenytor vilket ger det en sjöprocent på 9,8 %.